# Teodosija Brysch
Teodosija Markiwna Brysch (ukrainisch Теодозія Марківна Бриж; * 18. Februar 1929 in Bereschnyzja; † 4. Juli 1999 in Lwiw) war eine sowjetisch-ukrainische Bildhauerin.

## Leben
Nach dem Gymnasiumsbesuch in Sarny studierte Brysch am Lemberger Institut für Angewandte und Dekorative Kunst mit Abschluss 1954 bei Iwan Sewera.
Brysch lebte und arbeitete in Lemberg. 1960 fand dort ihre erste Einzelausstellung statt.
1959 heiratete Brysch den Bildhauer Jewgen Besnisko (1937–2015) und bekam 1961 eine Tochter und 1962 einen Sohn. Mit Besniko gestaltete Brysch den Gedächtnisfriedhof der Ukrainischen Legion auf dem Berg Makiwka bei Slawsko, die Gedächtniskapelle für die Opfer des NKWD im Schloss Solotschiw und das Daniel-Romanowitsch-Denkmal in Wolodymyr.
Brysch wurde auf dem Lemberger Lytschakiwski-Friedhof begraben.

## Ehrungen, Preise
- Verdiente Künstlerin der Ukraine

## Werke

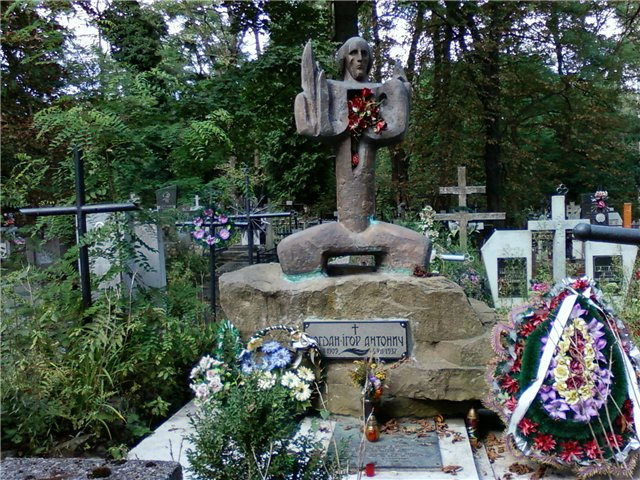
Antonytsch-Grabdenkmal, Janiwskyj-Friedhof, Lemberg
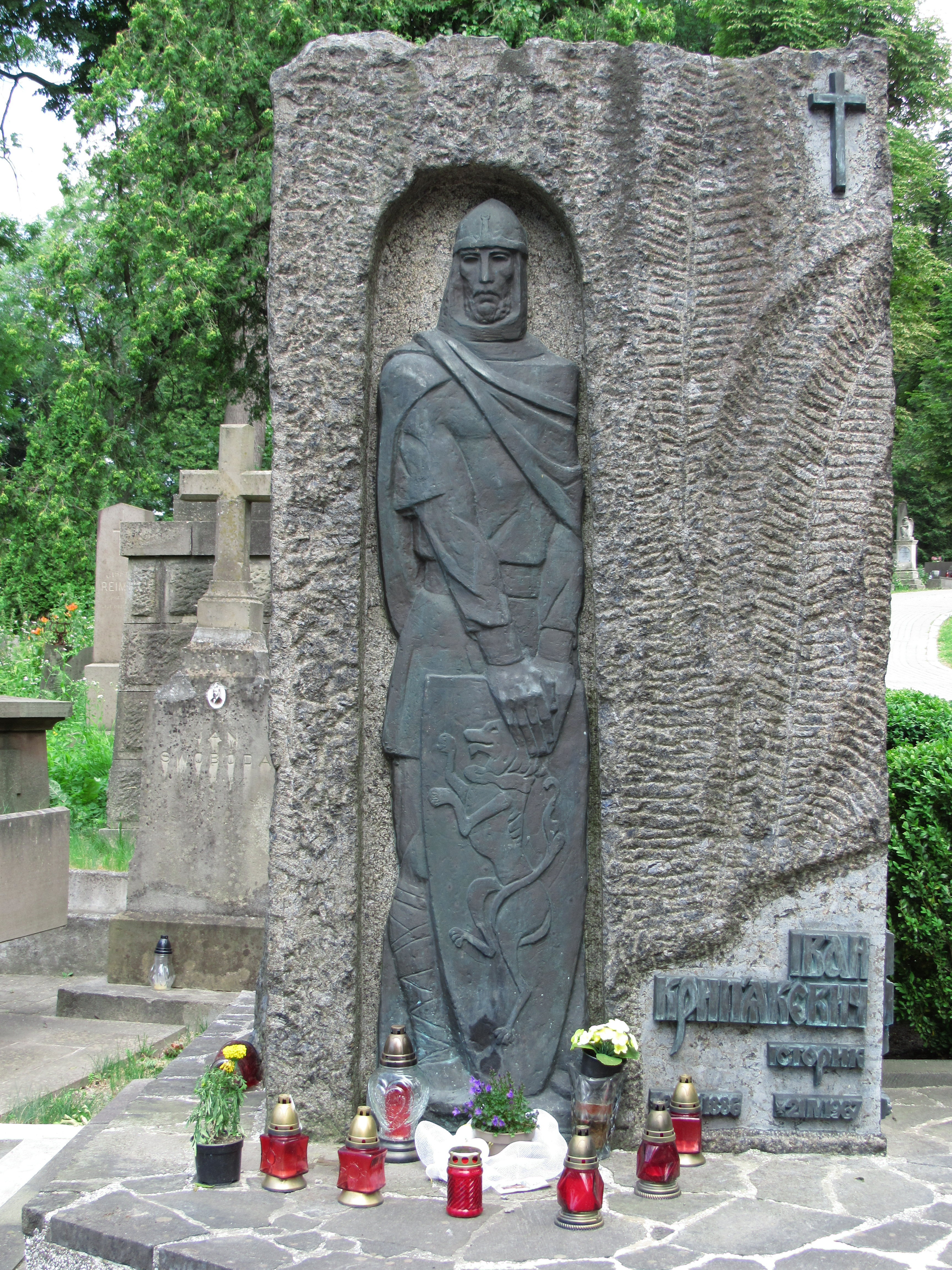
Krypjakewytsch-Grabdenkmal, Lützenhofer Friedhof, Lemberg
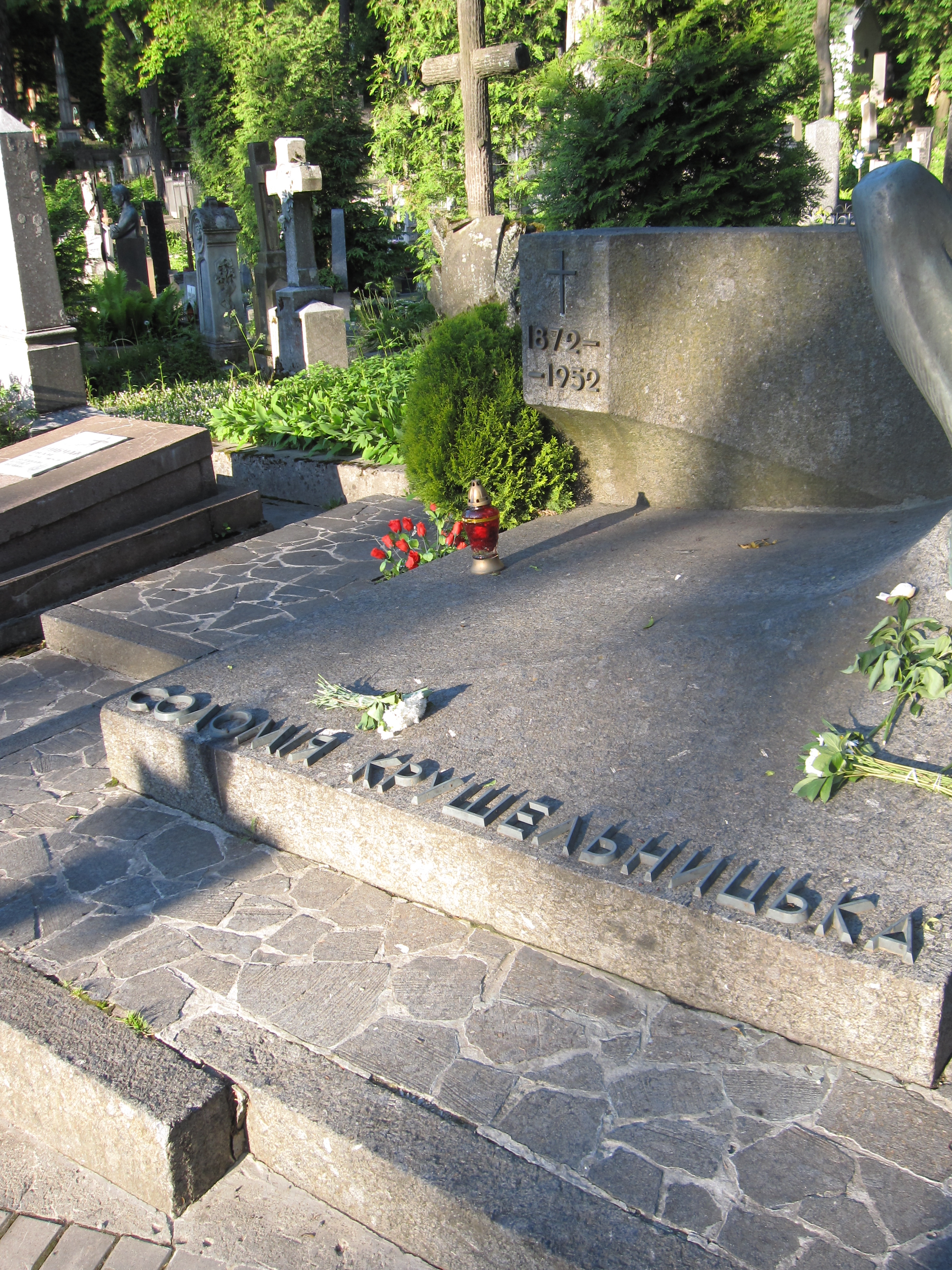
Kruschelnytska-Grabdenkmal, Lützenhofer Friedhof, Lemberg
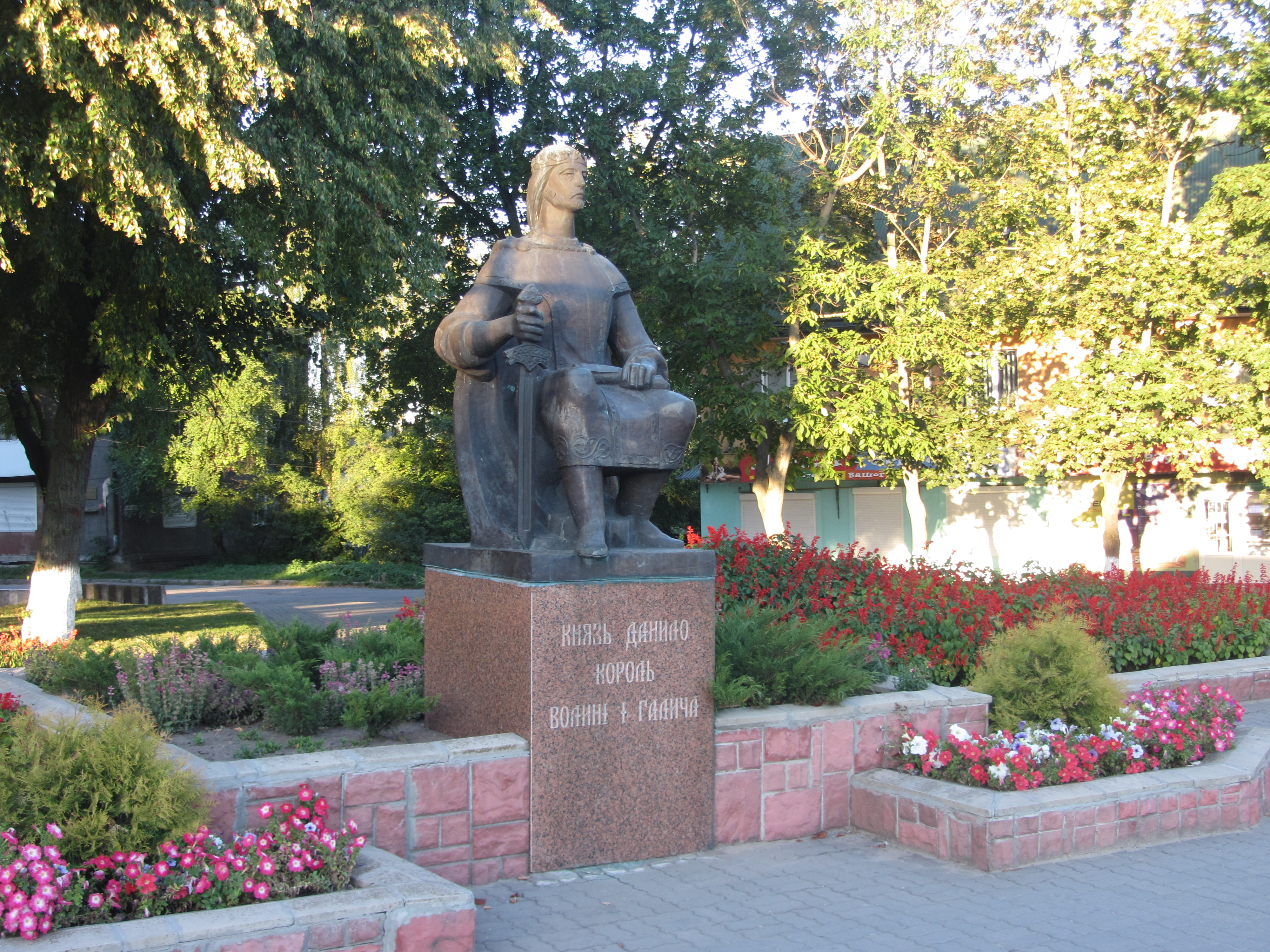
Daniel-Romanowitsch-Denkmal, Wolodymyr-Wolynskyj
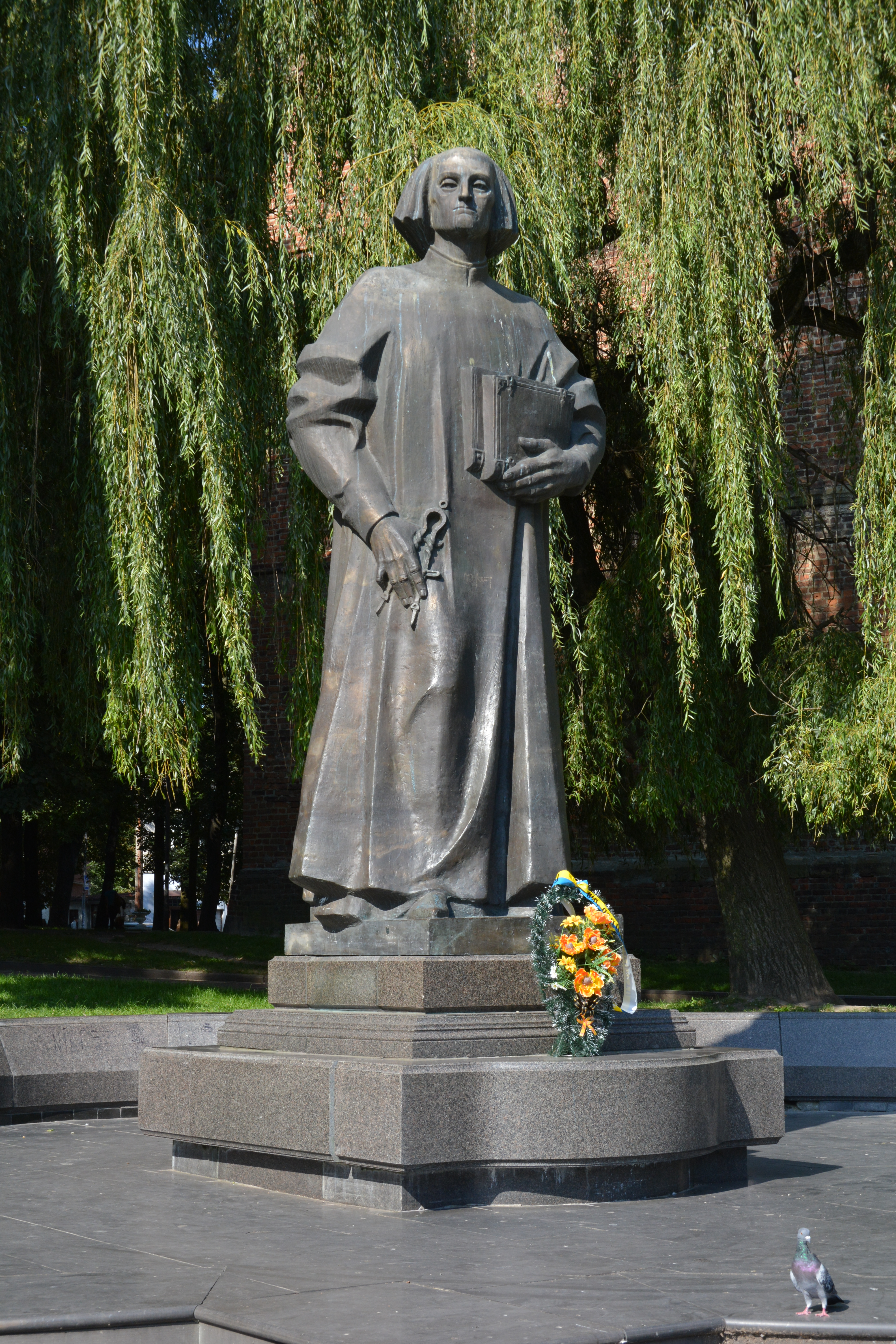
Drohobytsch-Denkmal (1999) in Drohobytsch (ein weiteres Denkmal in Bologna)